# Chiesa di San Michele Arcangelo (Gionzana)
La chiesa di San Michele Arcangelo a Gionzana fu edificata nel 1604 come risulta dall'atto notarile conservato nella diocesi di Novara, del 10 novembre di quell'anno. Con tale atto si istituiva anche la Parrocchia di Gionzana, mediante accordo tra diocesi, comune e abitanti di Gionzana con sottoscrizione e donazione di terreni. Ogni cittadino auto-tassandosi garantiva il compenso sia per il parroco sia per il sacrestano.
Oggi la chiesa presenta una pianta semplice costituita da una sola navata e da un'abside con annesso un campanile e la sacrestia; mentre l'interno originario mostrava tre altari: uno maggiore (intervento del 1700 dove venne realizzato anche una preziosa balaustra costruita con diversi tipi di marmi in stile barocco) e due laterali.

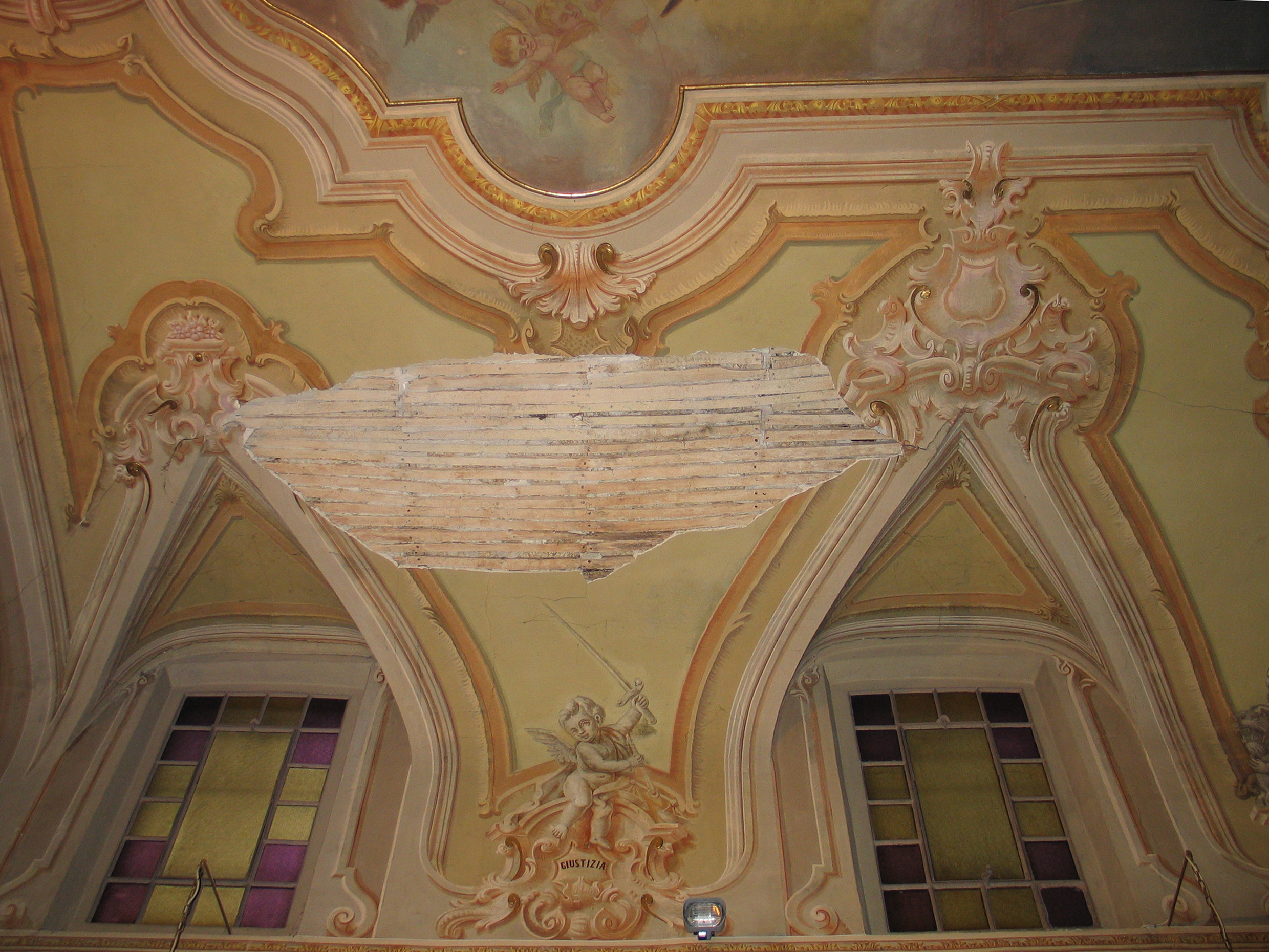
Particolare del soffitto, prima del restauro, nel quale si può notare la struttura della volta

Il soffitto, in origine era costituito da assi poggianti su grosse travi ma nel 1933, per volere del Vescovo Mons. Castelli, che considerava l'ambiente non consono ad una chiesa, venne costruita una copertura a volta ribassata nell'aula ed a semi cupola nella parte absidale. La struttura portante di tale copertura era composta da un'orditura di listelli di legno di notevoli dimensioni accostati l'uno all'altro ancorati alle travi del tetto mediante piccoli legni. L'intradosso della volta era stato rivestito da 7–8 cm di intonaco. Negli anni tale ancoraggio è risultato debole e dopo poco tempo dalla realizzazione si riscontrarono numerose fessurazione sul rivestimento.

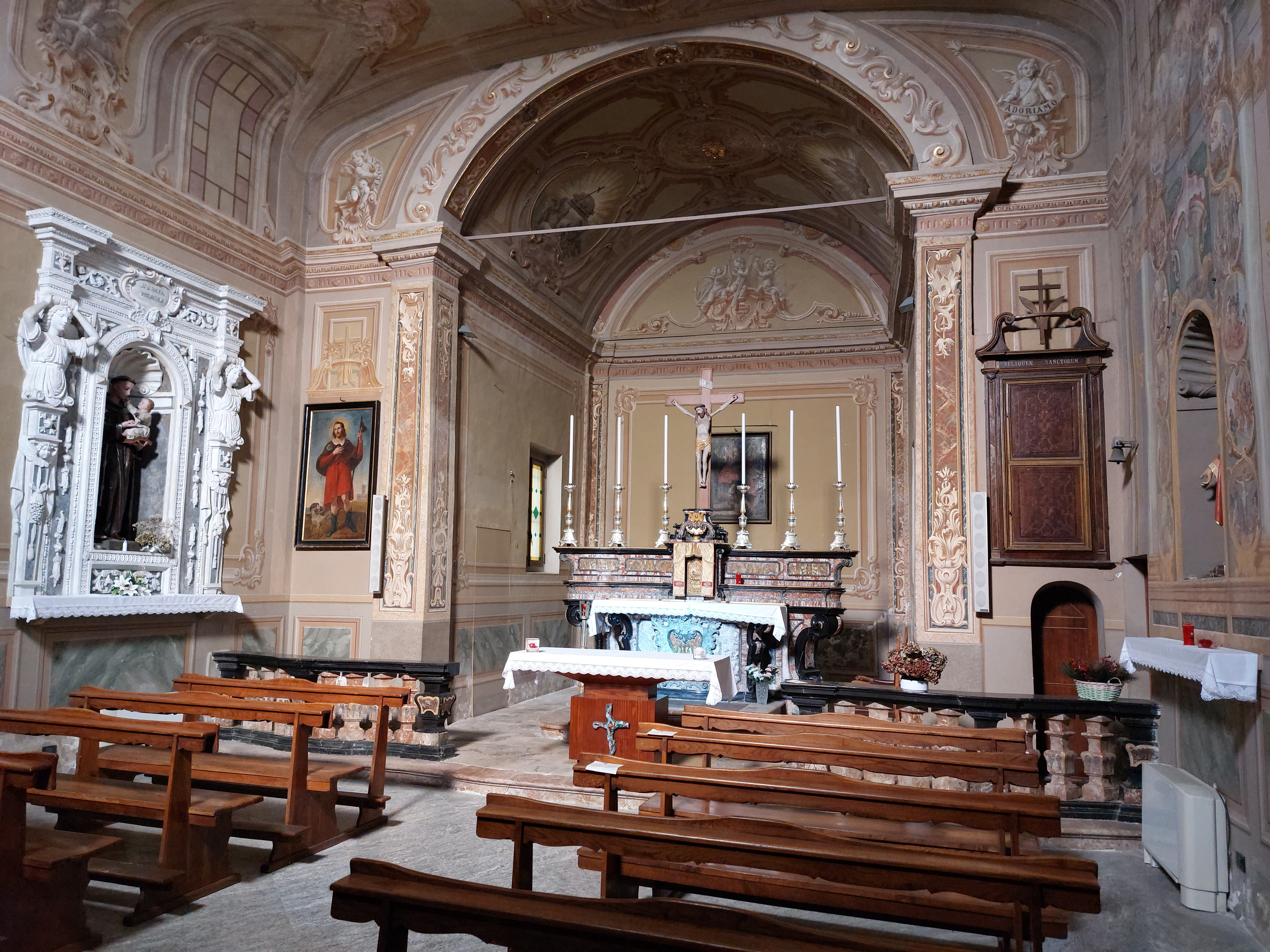
Interno della Chiesa (nel 2022)

Nel 1975 si verificò, nella notte, un primo distacco di materiale dalla suddetta volta, nella zona retrostante l'altare, il 16 novembre 2003 avvenne il secondo crollo di materiale nella zona della navata. Da allora è stata collocata una struttura ad impalcato che occlude la visione della volta, in modo da poter continuare ad utilizzare la chiesa come luogo di culto.
Dopo il crollo è stato redatto nel 2004 un progetto di restauro della chiesa e attualmente attraverso un contributo della Regione Piemonte è stato rifatto il tetto della parte absidale, con il rifacimento delle parti strutturali. Per la restante parte si è provveduto a consolidare le sole parti danneggiate. Durante i sopralluoghi per la messa in sicurezza sono stati riscontrati segni di un preesistente solaio ligneo decorato (dell'attuale volta).